# Kerr Smith (Fußballspieler)
Kerr David Smith (* 12. Dezember 2004 in Montrose) ist ein schottischer Fußballspieler, der bei Aston Villa unter Vertrag steht.

## Karriere
Kerr Smith wurde in Montrose, einer kleinen Hafenstadt etwa 60 km nördlich von Dundee an der Ostküste Schottlands geboren. Smith begann seine Karriere in den Jugendmannschaften von Brechin City und Dundee United. Im Alter von 15 Jahren spielte er im August 2020 erstmals in der ersten Mannschaft in einem Freundschaftsspiel gegen den englischen Premier-League-Verein Sheffield United. Im September und Oktober nahm er an Probetrainings von Aston Villa und Manchester United teil. Obwohl diese Vereine und weitere an einer Verpflichtung interessiert waren, unterschrieb Smith seinen ersten Profivertrag bei Dundee United. An seinen 16. Geburtstag im Dezember 2020 unterschrieb er einen Dreijahresvertrag. Am folgenden Tag war Smith im Kader von United für das Scottish-Premiership-Spiel gegen die Glasgow Rangers. Sein Pflichtspieldebüt für Dundee United gab Smith am 21. Februar 2021 im Alter von 16 Jahren bei einer 1:4-Niederlage gegen die „Rangers“ im Ibrox Stadium als er für Ian Harkes eingewechselt wurde. Zwei Monate später stand Smith erstmals in der Startelf in einer Partie gegen den FC Kilmarnock. In der gesamten Saison 2020/21 kam Smith auf fünf Ligaspiele, davon startete er dreimal in der ersten Elf von Trainer Micky Mellon. Unter dem Nachfolger Tam Courts kam Smith in der darauf folgenden Spielzeit auch zum Einsatz.
Im Januar 2022 wechselte Smith in die englische Premier League zu Aston Villa das eine Ablösesumme in Millionenhöhe zahlte. Bei den „Villans“ übernahm er zunächst einen Kaderplatz in der U21-Nachwuchsmannschaft.